# Suàbia (regió administrativa)
|  | Aquest article tracta sobre l'actual regió administrativa. Si cerqueu l'antiga regió històrica , vegeu «Suàbia». |

Suàbia (en alemany: Schwaben) és una de les set regions administratives (Regierungsbezirke) del govern de Baviera. Es troba al sud-oest de Baviera. Limita al nord amb la Francònia Mitjana, a l'est amb l'Alta Baviera, al sud amb Àustria i a l'oest amb Baden-Württemberg. La capital del districte és Ausburg.
Les ciutats més grans són Augsburg, Aichach, Donauwörth, Neu-Ulm, Friedberg, Füssen, Günzburg, Illertissen, Kaufbeuren, Kempten im Allgäu, Lindau, Memmingen, Dillingen a.d.Donau, Krumbach, Bad Wörishofen i Mindelheim.
Els rius destacats són el Danubi, el Lech, el Vils, l'Iller, el Wertach, el Günz, el Mindel i el Wörnitz.

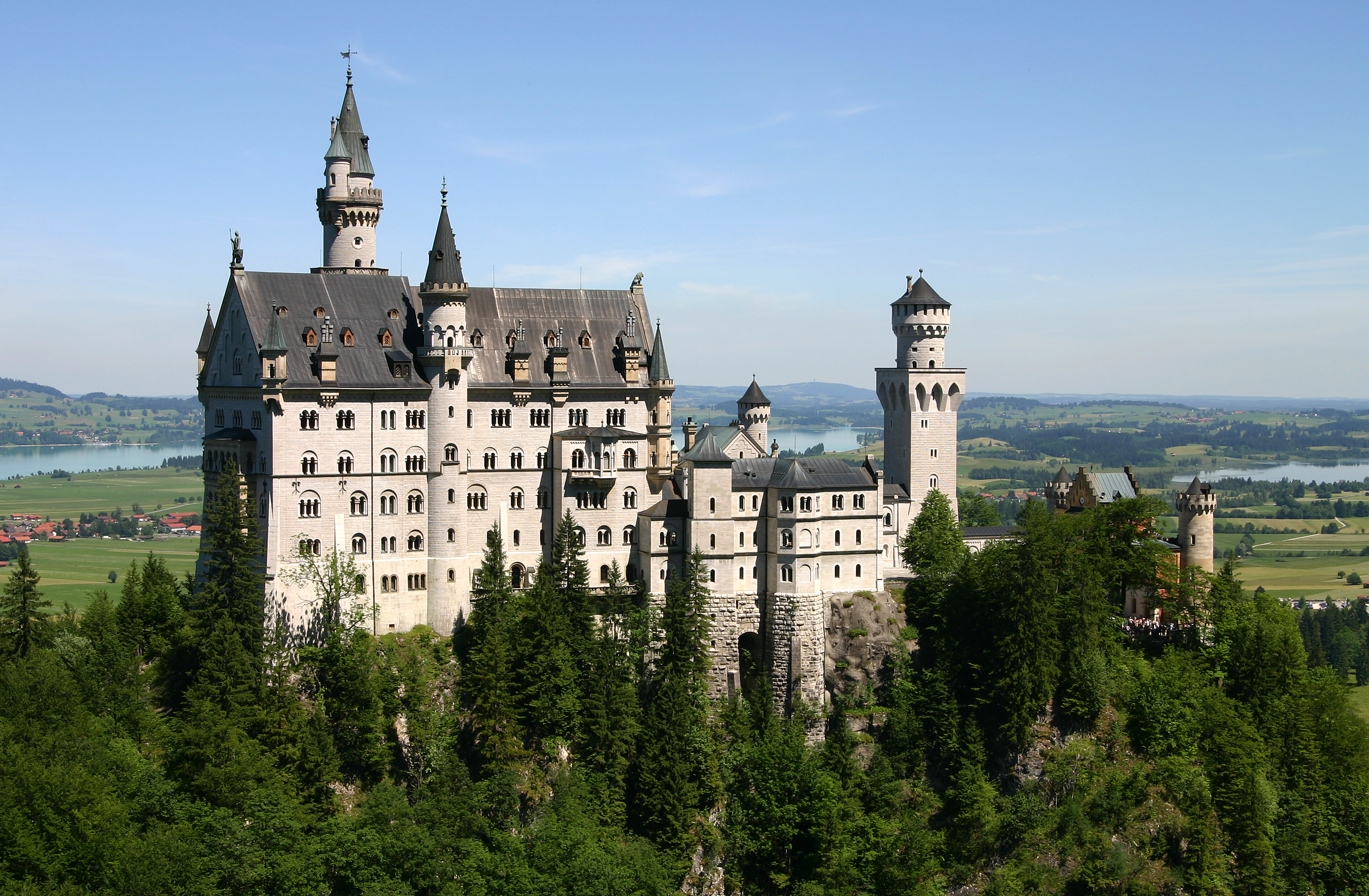
Castell de Neuschwanstein, prop de Füssen, Suàbia.

## Divisió territorial
La regierungsbezirk de Suàbia és formada per 4 districtes urbans (kreisfreie Städte) i 10 districtes rurals (Landkreise):

### Districtes urbans
- Augsburg.
- Kaufbeuren.
- Kempten (Allgäu).
- Memmingen.

### Districtes rurals
- Districte d'Aichach-Friedberg.
- Districte d'Augsburg.
- Districte de Dillingen an der Donau.
- Districte de Donau-Ries.
- Districte de Günzburg.
- Districte de Lindau.
- Districte de Neu-Ulm.
- Districte d'Oberallgäu.
- Districte d'Ostallgäu.
- Districte d'Unterallgäu.